# Mandstugt
Mandstugt er disciplin, orden og lydighed blandt ansatte, soldater, elever eller lignende.